# Équipe de Tunisie de football en 1961
L'équipe de Tunisie de football connaît en 1961 une année de longue hibernation. Après un match d'appui contre l'équipe du Maroc disputé au mois de janvier, il faut attendre le mois de novembre pour voir l'équipe reprendre ses activités avec un nouvel entraîneur.

## Matchs
L'équipe ne dispute que trois rencontres et ne joue pas de matchs amicaux.
| Date             | Stade           | Adversaire | Score                                       | Comp         | Buteurs tunisiens       |
| 22 janvier 1961  | Palerme, Italie | Maroc      | 1-1 (gagné par le Maroc par tirage au sort) | QCDM (appui) | B. Kerrit 48e           |
| 25 novembre 1961 | Lagos, Nigeria  | Nigeria    | 1-2                                         | QCAN         | Klibi 25e               |
| 10 décembre 1961 | Tunis, Tunisie  | Nigeria    | 2-2 (gagné après retrait du Nigeria)        | QCAN         | Chérif 21e, Chetali 65e |

## Sources
- Mahmoud Ellafi [sous la dir. de], « Les matchs internationaux tunisiens », Almanach du sport. 1956-1973, éd. Le Sport, Tunis, 1974, p. 211-238
- Mohamed Kilani, « Équipe de Tunisie : les rencontres internationales », Guide-Foot 2010-2011, éd. Imprimerie des Champs-Élysées, Tunis, 2010
- Béchir et Abdessattar Latrech, 40 ans de foot en Tunisie, vol. 1, chapitres VII-IX, éd. Société graphique d'édition et de presse, Tunis, 1995, p. 99-176